# Platypelis milloti
Platypelis milloti  — вид земноводних роду Platypelis родини Microhylidae.

## Назва
Видова назва дана на честь французького арахнолога Жака Мілло.

## Опис
Тіло завдовжки 25-30 мм.

## Поширення
Вид є ендеміком Мадагаскару. Поширений на північному заході країни. Зустрічається у заповідниках Тсаратанана та Манонгаріво і на острові Носі-Бе. Населяє тропічні та субтропічні низовинні дощові ліси.

## Спосіб життя
Це деревний вид, все життя проводить на деревах. Ікру відкладує у дупла та пазухи між гілками дерев. Там розвиваються пуголовки. Личинки нічого не їдять поки не перетворяться.